# Асланов, Аслан Ахмед оглы
Аслан Ахмед оглу Асланов (азерб. Aslan Əhməd oğlu Aslanov; род. 18 августа 1951, Джебраильский район) — азербайджанский журналист, председатель Правления Азербайджанского государственного информационного агентства АЗЕРТАДЖ (2002—2022). Заслуженный работник культуры Азербайджана (2000).

## Биография
Аслан Асланов родился 18 августа 1951 года в Джебраильском районе. Более 40 лет работает в печати. В 1975 году окончил факультет журналистики Азербайджанского государственного университета.
С 1975 по 1990 год работал в различных республиканских газетах, в том числе в газете «Коммунист».
В 1992 году приступил к работе в качестве корреспондента АзерТАДЖ. Занимал должности заместителя главного редактора и главного редактора.
В 1997 году распоряжением Президента Азербайджанской Республики Гейдара Алиева назначен первым заместителем генерального директора АзерТАдж.
30 октября 2002 года указом Президента Азербайджанской Республики Гейдара Алиева назначен генеральным директором АзерТАдж.
С 1993 по 2002 год участвовал в качестве специального корреспондента АзерТАдж в подавляющем большинстве визитов Президента Азербайджанской Республики Гейдара Алиева в зарубежные страны.
С 1979 года является членом Союза журналистов Азербайджана.
С 12 декабря 2007 года является членом Бюро Организации информационных агентств стран Азии и Тихого Океана (OANA).
С 2004 года является членом Государственной комиссии Азербайджанской Республики по делам пленных, пропавших без вести и взятых в заложники граждан, с 2006 года — Координационного совета азербайджанцев мира, с 2010 года — Российского философского общества Российской Академии Наук.
С 2008 года председательствует в Объединении тюркоязычных новостных агентств.
С июня 2011 по март 2013 года являлся президентом Ассоциации национальных информационных агентств стран Причерноморья — ПАНИА — альянса информационных агентств 14 стран-участниц Организации Черноморского Экономического Сотрудничества.
В сентябре 2013 года избран вице-президентом OANA.
В 2013 году избран членом Международного Экспертного Совета по Мировому рейтингу.
С 2016 по 2019 год являлся президентом Всемирного конгресса новостных агентств и Организации информационных агентств стран Азии и Тихого океана.
В 2012-2018 годах руководил связанными с медиа сессиями Бакинского международного гуманитарного форума, в котором принимали участие Нобелевские лауреаты, бывшие и нынешние руководители международных организаций и многих стран мира, видные деятели науки, образования, экономики, культуры и медиа.
В 2017 году избран членом Исполнительного совета Объединения информационных агентств стран-членов Организации исламского сотрудничества.
В марте 2018 года распоряжением Президента Ильхама Алиева назначен председателем Правления Азербайджанского государственного информационного агентства АзерТАДЖ.
В ноябре 2019 года  избран вице-президентом Организации новостных агентств стран Азии и Тихого океана.

## Награды
- Орден «Слава» (18 августа 2011 года) — за активное участие в общественно-политической жизни Азербайджанской Республики[10]
- Орден «За службу Отечеству» I степени (18 августа 2021 года) — за многолетнюю плодотворную деятельность в сфере печати в Азербайджанской Республике[11]
- Орден «За службу Отечеству» III степени (26 февраля 2010 года) — за особые заслуги в развитии национальной печати в Азербайджанской Республике[12]
- Медаль «Прогресс» (28 февраля 2005 года) — по случаю 85-летия Азербайджанского государственного телеграфного агентства АзерТАдж за заслуги в организации информационной работы и развитии печати[13]
- Заслуженный работник культуры Азербайджана (29 февраля 2000 года) — по случаю 80-летия Азербайджанского государственного телеграфного агентства (АзерТАдж) за заслуги в развитии азербайджанской прессы[14]
- Орден Дружбы (19 августа 2011 года, Россия) — за большой вклад в развитие российско-азербайджанских отношений[15]
- Лауреат премий Гасан бек Зардаби, «Золотое перо» и «Высшая медиа» в области журналистики
- «Серебряная юбилейная медаль СНГ» (2013) — за вклад в развитие интеграции государств-участников СНГ[16]
- Юбилейная медаль «20-летие ТЮРКСОЙ» (10 января 2014 года)[17]
- Медаль «100 лет Азербайджанской Демократической Республике (1918—2018)»
- Юбилейные медали к 100-летию Министерства иностранных дел, Министерства юстиции, Государственной службы безопасности, Государственной пограничной службы и Бакинского государственного университета
- Памятный подарок профессионального союза работников культуры (2020 год)[18]
- Национальная премия «Лучший из лучших» в номинации «Информационное агентство года» (2010 год)[19].
- Юбилейная медаль «100-летие Гейдара Алиева (1923-2023)» (2024)

## Книги
- «Гейдар Алиев и АзерТАдж». Баку, 2005.
- «Сложный и славный путь от АзерТАдж к АзерТАдж». Баку, «Шарг-Гарб», 2008, 184 стр.
- «АзерТАдж-90». Баку, 2011.
- «Место АзерТАдж в информационной сети современного мира: история формирования и этапы развития». Баку, «Азернешр», 2012, 224 стр.
- Информационное обеспечение государственной политики. Баку, «Шарг-Гарб», 2013, 620 стр.
- Информационное творчество: Стандарты и новые подходы. Учебное пособие. Баку, «Шарг-Гарб», 2016, 200 стр.
- Медиа и вызовы веремени. Баку, 2017, 477 стр.
- Информационное творчество: Стандарты и новые подходы. Учебное пособие. Анкара, Bengü Yayınları, 2020, 199 стр.